# Phasia cylindrata
Phasia cylindrata là một loài ruồi trong họ Tachinidae.